# 河華縣
河華縣，是明代交阯承宣布政使司乂安府南靖州下轄的一個縣。治所約在今越南河靜省奇英縣境內。其境內有橫山，重巒疊嶂，綿延甚遠，晉永和三年林邑侵日南郡，告交州刺史朱蕃，要求以日南郡北橫山為界，即此山。

## 沿革
- 秦屬象郡、漢屬九真郡、孫分屬九德郡，隋屬日南郡、唐為驩州地[4]。
- 永樂五年（1407年）六月癸未置，屬乂安府南靖州[5][6][7][8][9][10]。
- 永樂十七年九月丙辰，並南靖州之奇羅縣入河華縣[11][12]。